# Heddert
Heddert település Németországban, Rajna-vidék-Pfalz tartományban. Lakosainak száma 273 fő (2023. december 31.).

## Népesség
A település népességének változása:
| Lakosok száma | 210  | 264  | 260  | 273  | 275  | 273  |
|               | 1975 | 2017 | 2019 | 2021 | 2022 | 2023 |